# Liste der Stolpersteine in der Provinz Siena

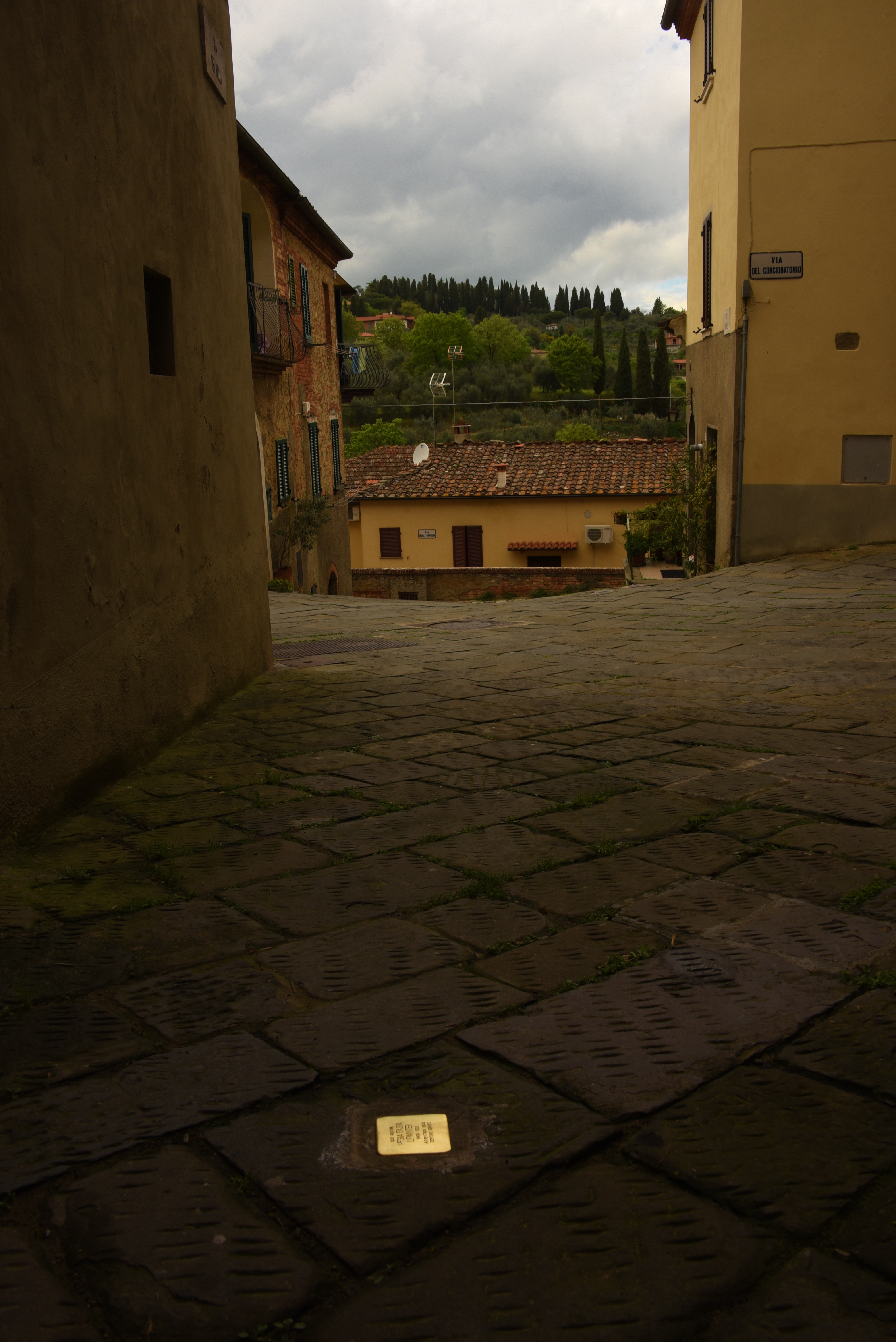
Stolperstein in Sinalunga

Die Liste der Stolpersteine in der Provinz Siena enthält die Stolpersteine, die vom Kölner Künstler Gunter Demnig in der Provinz Siena verlegt wurden. Diese Provinz befindet sich in der italienischen Region Toskana. Stolpersteine erinnern an das Schicksal der Menschen, die von den Nationalsozialisten ermordet, deportiert, vertrieben oder in den Suizid getrieben wurden. Sie liegen im Regelfall vor dem letzten selbstgewählten Wohnsitz des Opfers.
Die ersten Verlegungen in dieser Provinz erfolgten am 5. Januar 2015 in Siena. Die italienische Übersetzung des Begriffes Stolpersteine lautet: Pietre d’inciampo.

## Verlegte Stolpersteine
Die Tabellen sind teilweise sortierbar; die Grundsortierung erfolgt alphabetisch nach dem Familiennamen.

### Castellina in Chianti
In der Via Ferruccio von Castellina in Chianti wurden zwei Stolpersteine verlegt.
| Stolperstein | Übersetzung | Name, Leben                    |
| ------------ | --- | ------------------------------ |
|              | HIER WOHNTE HUGO HAIM LEWIN GEBOREN 1891 INTERNIERT 10.11.1941 CASTELLINA IN CHIANTI DEPORTIERT 5.4.1944 AUSCHWITZ ERMORDET | Hugo Haim Lewin (1891–1944/45) |
|              | HIER WOHNTE ERNA ROSENBAUM GEBOREN 1893 INTERNIERT 10.11.1941 CASTELLINA IN CHIANTI DEPORTIERT 5.4.1944 AUSCHWITZ ERMORDET  | Erna Rosenbaum (1893–1944/45)  |

### Siena
In Siena wurden neun Stolpersteine an fünf Adressen verlegt.
| Stolperstein | Übersetzung                                                                                                   | Verlegeort                        | Name, Leben |
| ------------ | --- | --------------------------------- | --- |
|              | HIER WOHNTE ADELE AJÒ GEBOREN 1878 VERHAFTET 6.11.1943 DEPORTIERT AUSCHWITZ ERMORDET 14.11.1943               | Viale Cavour, 142 · Siena ·       | Adele Ajò Sadun (1878–1943) |
|              | HIER WOHNTE UBALDO BELGRADO GEBOREN 1891 VERHAFTET 6.11.1943 DEPORTIERT AUSCHWITZ ERMORDET 15.1.1944          | Via della Diana, 25 · Siena ·     | Ubaldo Belgrado (1891–1944) |
|              | HIER WURDE VERHAFTET AM 6.11.1943 GIACOMO AUGUSTO HASDÁ GEBOREN 1869 DEPORTIERT AUSCHWITZ ERMORDET 14.11.1943 | Via Fiorentina, 87 · Siena ·      | Giacomo Augusto Hasdà (חסדא, יעקב בן רפאל) wurde am 8. August 1869 als Sohn von Raffaello Hasdà und Allegra Corcos in Livorno geboren. Er heiratete Ermelinda Bella Segre (siehe unten). Er absolvierte seine Ausbildung am Collegio Rabbinico von Livorno. 1907 wurde zuerst Vizerabbiner von Turin, schließlich Rabbiner von Cuneo. Im Oktober desselben Jahres wurde er in gleicher Funktion nach Pisa berufen und blieb dort Rabbiner bis 1943. Hasdá und seine Frau wurden am 5. November 1943 in Stellino, einem Außenbezirk von Siena, verhaftet. Sie wurden zuerst in das Gefängnis von Pisa, dann in jenes von Bologna überstellt. Wenige Tage später, am 9. November 1943, wurden sie mit dem Transport N. 3 in das Konzentrationslager Auschwitz deportiert. Unmittelbar nach ihrer Ankunft in Auschwitz am 14. November 1943 wurden beide mit dem Buchstaben S registriert und vom NS-Regime in den Gaskammern ermordet. |
|              | HIER WOHNTE GRAZIELLA NISSIM GEBOREN 1929 VERHAFTET 6.11.1943 DEPORTIERT AUSCHWITZ ERMORDET                   | Pian dei Mantellini, 22 · Siena · | Graziella Nissim (1929–1943) |
|              | HIER WOHNTE MARCELLA NISSIM GEBOREN 1923 VERHAFTET 6.11.1943 DEPORTIERT AUSCHWITZ ERMORDET                    | Pian dei Mantellini, 22 · Siena · | Marcella Nissim (1923–1943) |
|              | HIER WOHNTE GINA SADUN GEBOREN 1896 VERHAFTET 6.11.1943 DEPORTIERT AUSCHWITZ ERMORDET                         | Pian dei Mantellini, 22 · Siena · | Gina Sadun (1896–1943/45) |
|              | HIER WOHNTE GINO SADUN GEBOREN 1872 VERHAFTET 6.11.1943 DEPORTIERT AUSCHWITZ ERMORDET 14.11.1943              | Viale Cavour, 142 · Siena ·       | Gino Sadun (1872–1943) |
|              | HIER WURDE VERHAFTET AM 6.11.1943 ERMELINDA BELLA SEGRE GEBOREN 1875 DEPORTIERT AUSCHWITZ ERMORDET 14.11.1943 | Via Fiorentina, 87 · Siena ·      | Ermelinda Bella Segre wurde am 20. Dezember 1875 in Trin, einer kleinen Gemeinde in der Provinz Vercelli, geboren. Ihre Eltern waren Cesare Segre und Elisa Coen-Sacerdoti. Sie heiratete Giacomo Augusto Hasdá, den Rabbiner von Pisa (siehe oben). Das Paar wurde am 5. November 1943 in Stellino, einem Außenbezirk von Siena, verhaftet. Sie wurden zuerst in das Gefängnis von Pisa, dann in jenes von Bologna überstellt. Wenige Tage später, am 9. November 1943, wurden sie mit dem Transport N. 3 in das Konzentrationslager Auschwitz deportiert. Unmittelbar nach ihrer Ankunft in Auschwitz am 14. November 1943 wurden beide vom NS-Regime in den Gaskammern ermordet. |

### Sinalunga
Vor dem Haus Via dei Nelli 9 in Sinalunga wurde folgender Stolperstein verlegt.

| Stolperstein | Übersetzung                                                                      | Name, Leben |
| ------------ | -------------------------------------------------------------------------------- | --- |
|              | HIER WOHNTE PESIA FAJGA LEWINTER GEBOREN 1900 VERHAFTET 1943 SCHICKSAL UNBEKANNT | Pesia Fajga Lewinter, genannt Francesca, wurde am 4. Juli 1900 in Bresina, in Oberschlesien geboren. Sie war die Tochter von Samuele Lewinter. Ihr Ehemann David Zimet, geboren am 25. April 1889, kam ursprünglich aus Wien, wo er als Handelstreibender tätig gewesen war. Ab Anfang 1941 war das Paar gemeinsam in Sinalunga interniert. Das bedeutete, dass die beiden sich zwar innerhalb der Grenzen der Ortschaft frei bewegen konnten, aber Sinalunga nicht ohne behördliche Genehmigung verlassen durften. Am 7. Februar 1943 kam die gemeinsame Tochter Lucia zur Welt. Noch im selben Jahr, am 2. November 1943, verstarb der Ehemann von Pesia Fajga Lewinter im Krankenhaus von Sinalunga und wurde auf dem örtlichen Friedhof beigesetzt. Auch die neugeborene Tochter Lucia verstarb wenige Monate nach der Geburt. Dezember 1943 wurde die Witwe Pesia Fajga Lewinter über ihre bevorstehende Abschiebung nach Siena, die Hauptstadt der Provinz, in Kenntnis gesetzt. Am 28. Dezember wurde ihr ein Haftbefehl überreicht. Über den Verbleib von Pesia Fajga Lewinter gibt es keine weiteren Informationen. |

## Verlegedaten
Die Stolpersteine der Provinz Siena wurden von Gunter Demnig persönlich an folgenden Tagen verlegt:
- 7. Januar 2015: Siena[4]
- 17. Januar 2019: Sinalunga